# Bernard Hinault
Bernard Hinault (født 14. november 1954 i Yffiniac, Bretagne) er en tidligere fransk cykelrytter, bedst kendt for fem sejre i Tour de France. Han er også en af kun fire cykelryttere, der har vundet alle tre Grand Tour-løb. 
Hans førstepladser i Tour de France var i 1978, 1979, 1981, 1982 og 1985. Desuden blev han toer i 1984 og 1986, og han vandt 28 etaper, hvoraf 13 var enkeltstarter. De andre tre ryttere, der har opnået fem førstepladser i Tour de France er Jacques Anquetil (1964), Eddy Merckx (1974) og Miguel Indurain (1995). Hinault blev oprindeligt kaldt Le Blaireau (Grævlingen), fordi dyret er kendt for ikke så let at give slip på sit bytte. Gennem hans karriere er han blevet kendt for sin specielle personlighed: udpræget uafhængig, højtråbende, hurtig til at opfatte ting negativt og ofte hurtig med et svar på tiltale. I et interview med et fransk magasin, Vélo, sagde Hinault dog, at tilnavnet ikke havde noget at gøre med dyret. Han sagde det var de lokale cykelrytteres måde at sige "ven" eller "kammerat" på i hans ungdom – "Hvordan går det, grævling?" – og det kom til at referere til ham personligt.

## Biografi

### Cykelkarriere
Hinault, født i byen Yiffanic i Bretagne, startede sin professionelle cykelkarriere i 1974. I feltet mødte han og blev venner med Cyrille Guimard, der var i gang med at slutte sin karriere dels på grund af en kronisk knæskade. Guimard blev sportsdirektør for Gitane-holdet og Hinault skiftede efterfølgende til holdet. I 1976 vandt Hinault en tidlig, men opsigtsvækkende sejr i den franske semiklassiker Paris-Camembert. Under dette løb udviste han store enkeltstartsevner, og han beholdt sit snævre forspring til slut. Det år satte Guimard skub i Lucien van Impe til hans eneste sejr i Tour de France. Hinault fulgte Guimards råd om ikke at stille op i Tour de France 1977, fordi han skulle have mere erfaring. Dog havde han vist sit talent i det prestigefyldte etapeløb Dauphiné Liberé, hvor han slog mange af Tour de France 1977's favoritter, inklusiv den senere vinder, Bernard Thévenet. I det løb bør det bemærkes, at Hinault, der var i løbets  førertrøje, var alene i udbrud efter et angreb på en opstigning, hvor det så ud til, at sejren skulle blive hans. Men han havde et spektakulært styrt på vejen ned – det lod han sig dog ikke mærke af, og kravlede op fra vejsiden og tilbage på cyklen, der bragte ham i mål som nummer et.
For at forberede sig til Tour de France 1978 kørte Hinault sit første Grand Tour-løb i Vuelta a España 1978. Han vandt løbet, og følte sig klar til sit første Tour de France. Før Touren vandt han det franske nationalmesterskab, og derfor kunne han køre i Tricolouren. Denne Tour skulle blive en kamp mellem ham og den store hollandske rytter Joop Zoetemelk, og Hinault kunne iklæde sig den gule førertrøje efter den sidste enkeltstart. Han blev hyldet som den næste store franske cykelrytter og vandt Touren igen i 1979. I 1980 blev han tvunget til at udgå, mens han kørte i den gule førertrøje, på grund af en knæskade. Hinault vendte dog tilbage tids nok til at vinde verdensmesterskabet i landevejscykling i Sallancherne senere det år. Det følgende år, med regnbuetrikoten på sine skuldre, vandt han Paris-Roubaix og vendte tilbage til sejren i Tour de France 1981, og igen i 1982. Han missede Touren i 1983, igen på grund af knæproblemer. Tourorganisatøren, Jacques Goddet, skrev i sin selvbiografi, L'Éguipée Belle, at Hinaults knæproblemer skyldtes at han kørte i for højt et gear. Under hans fravær fra Touren i 1983 vandt hans holdkammerat Laurent Fignon. I 1984 vandt Fignon nok engang, denne gang med Hinault som toer, mere end ti minutter efter.
Uenigheder med Guimard ledte dog til deres adskillelse, og i midt-firserne blev Hinault sat i forbindelse med den schweiziske træner Paul Koechli og La Vie Claire-holdet. Koechli introduerede meditations- og afslapningsmetoder for Hinault, og disse hjalp Hinault til nok en sejr i Touren, i 1985. Det år kørte han det meste af løbet med et blåt øje forårsaget af et styrt. Under 1985-Touren fra Hinault's løjtnant Greg LeMond under pres fra Koechli og holdlederen, der ville have ham til at støtte Hinault, og ikke prøve at køre sejren hjem til ham selv. Flere år senere sagde LeMond i et interview, at de havde løjet over for ham for at få ham til at tage en føring for Hinault på en bjergetape, der i sidste ende kostede ham flere minutter, og hans chance for samlet sejr.
Hinault deltog også i Touren i 1986, angiveligt for at kunne returnere LeMonds tjeneste fra det forrige år, og for at kunne hjælpe LeMond til at vinde sin første Tour. Hinault kørte et aggressivt løb, hvilket han insisterede på var et kneb for at få rivalerne til at bruge kræfter. Han sagde, at han var sikker på, at LeMond ville vinde, på grund af, at Hinault havde tabt tid tidligere i løbet. Om det var motivet eller ej, virkede taktikken, og Laurent Fignon og Urs Zimmermann måtte forsvare sig fra den første dag. Fignon måtte udgå fra løbet på grund af skader forårsaget af stress. På Alpe d'Huez-etapen angreb Hinault tidligt, og han fik hurtigt et langt forspring, faktisk så langt, at LeMond til sidst så sig nødsaget til at sætte efter ham. Hinault forsvarede sig med, at hans taktik var, at slide LeMonds modstandere ned ved at tvinge dem til at jage ham først, så LeMond kunne slå dem senere.
Uden for Tour de France havde Hinault også succes ved andre lejligheder, med mere end 200 sejre over hans tolv år lange professionelle karriere. I 1980 vandt ham verdensmesterskabet i Salanches, Frankrig. I de andre to Grand Tours vandt han Giro d'Italia i 1980, 1982 og 1985, og Vuelta a España i 1978 og 1983. Han blevogså nummer et i en-dags klassikere som Paris-Roubaix (1981) og Liège-Bastogne-Liège (1977, 1980). Hans sejr i 1980-udgaven af Liège-Bastogne-Liège er specielt mindeværdig, idet en snestorm hærgede det meste af løbet. Hinault gik i soloudbrud og vandt med næsten ti minutter til nærmeste forfølger.

### Le Patron
Hinault bliver normalt omtalt som den sidste chef for feltet, eller "Le Patron". Han var fremtrædende i et rytterstrejke i Valence d'Agen i Tour de France 1978 for at protestere mod split-etaper, hvor rytterne skulle køre en etape om morgenen og en om eftermiddagen. Han opfordrede også til disciplin og samarbejde rytterne imellem, en enkelt gang med ordene "der vil ikke være nogen angreb i dag, for morgendagens etape vil blive svær". Han blev respekteret af rytterne, men var også frygtet af mange for sit temperament. Hvis han følte sig udfordret af en anden rytter tøvede han ikke med at bruge sin enorme styrke til at ydmyge udfordreren. Mod offentligheden vista Hinault sig ofte som arrogant, afsondret og frustrerende sky mod omtale. Da en interviewer foreslog, at han brugte mere tid på sine fans, konstaterede han, at "han kørte cykelløb for at vinde, ikke for at gøre folk tilfredse".

### Pension
Efter sin tilbagetrækning i 1986 vendte Hinault tilbage til landbruget i Bretagne. Han arbejdede desuden for Tour de France-organisationen, og derfor ser man ham ofte på podiet for at lykønske vinderne. Han arbejdede også for LOOK cykler som teknisk konsulent, og hjalp blandt andet med udviklingen af LOOK's klikpedaler uden tåclips.